# Liste des rhopalocères de Guadeloupe
Cet article recense les lépidoptères rhopalocères (ou « papillons de jour ») de Guadeloupe. Ils y sont représentés par environ 58 espèces appartenant à cinq familles (Papilionidae, Hesperiidae, Pieridae, Lycaenidae et Nymphalidae).

## Famille desPapilionidae

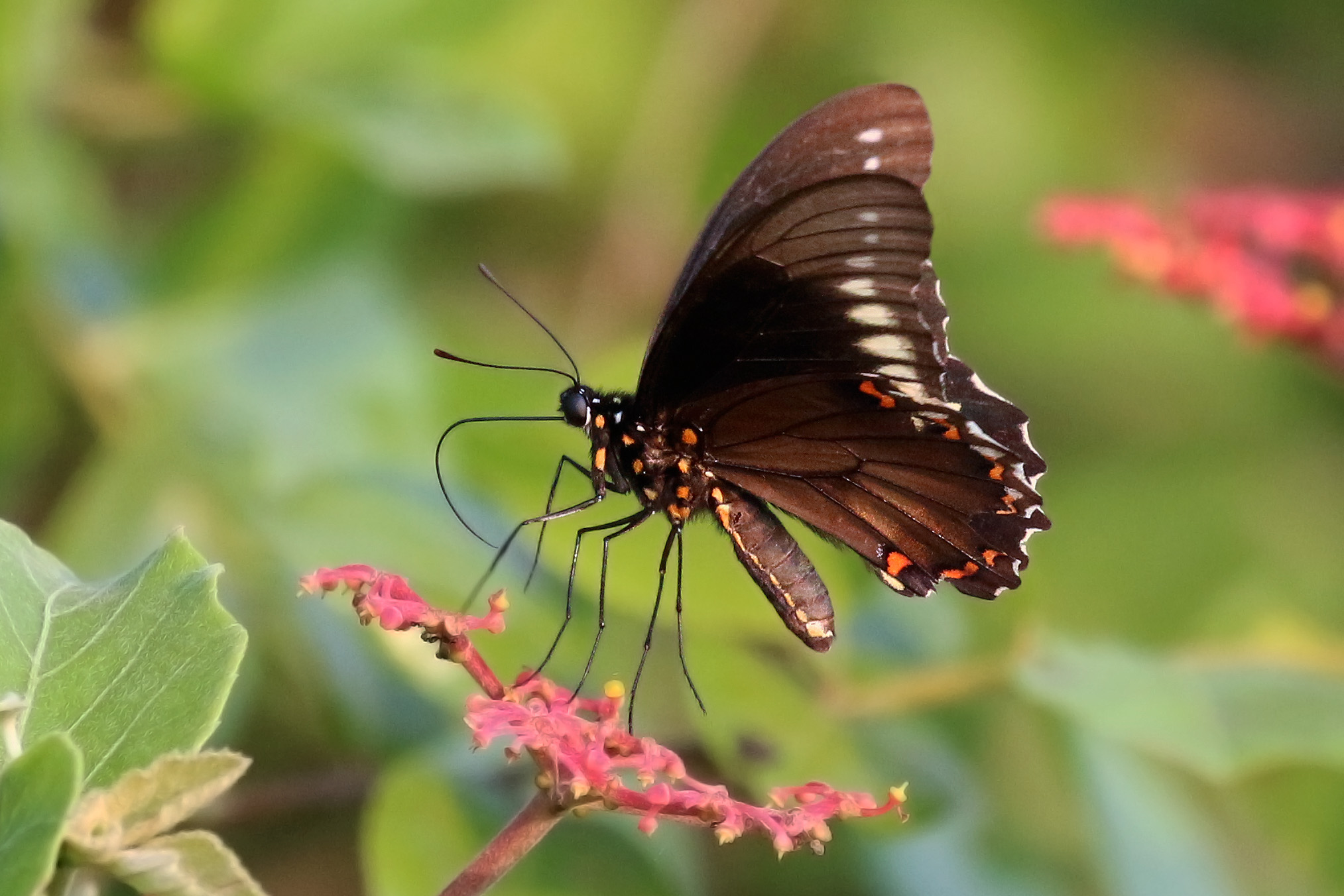
Battus polydamas

### Sous-famille desPapilioninae
- Battus polydamas neodamas (Lucas, 1852)

## Famille desPieridae

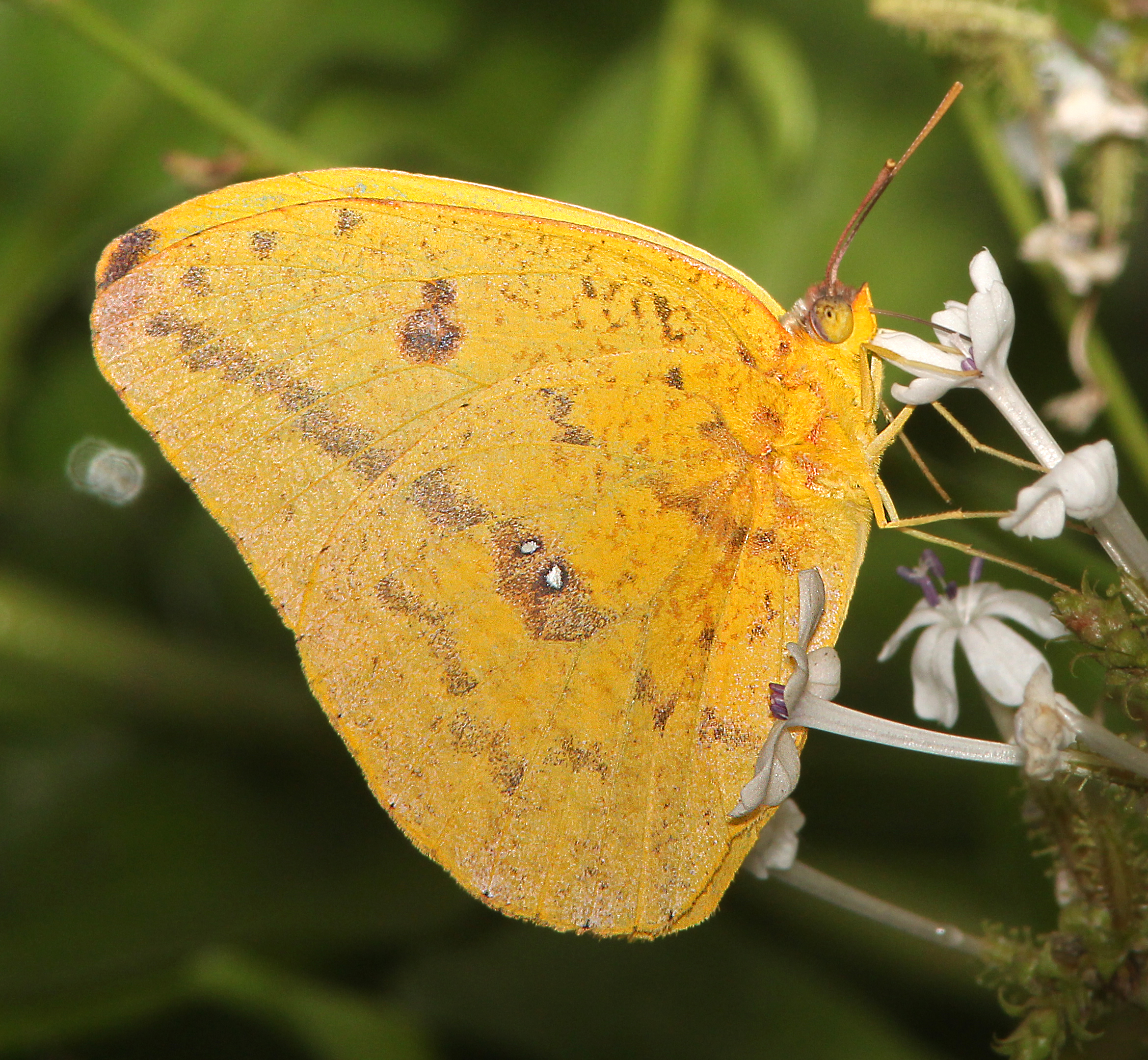
Phoebis agarithe

### Sous-famille desColiadinae
- Anteos maerula (Fabricius, 1775)
- Aphrissa statira statira (Cramer, [1777])
- Eurema daira palmira (Poey, [1852])
- Eurema elathea elathea (Cramer, [1777])
- Eurema leuce antillarum (Hall, 1936)
- Eurema lisa euterpe (Ménétriès, 1832)
- Eurema venusta emanona Dillon, 1947
- Phoebis agarithe (Boisduval, 1836)
- Phoebis sennae (Linnaeus, 1758)
- Rhabdodryas trite watsoni (Brown, 1929)

### Sous-famille desPierinae
- Appias drusilla (Cramer, [1777])
- Ascia monuste virginia (Godart, 1819)

## Famille desLycaenidae

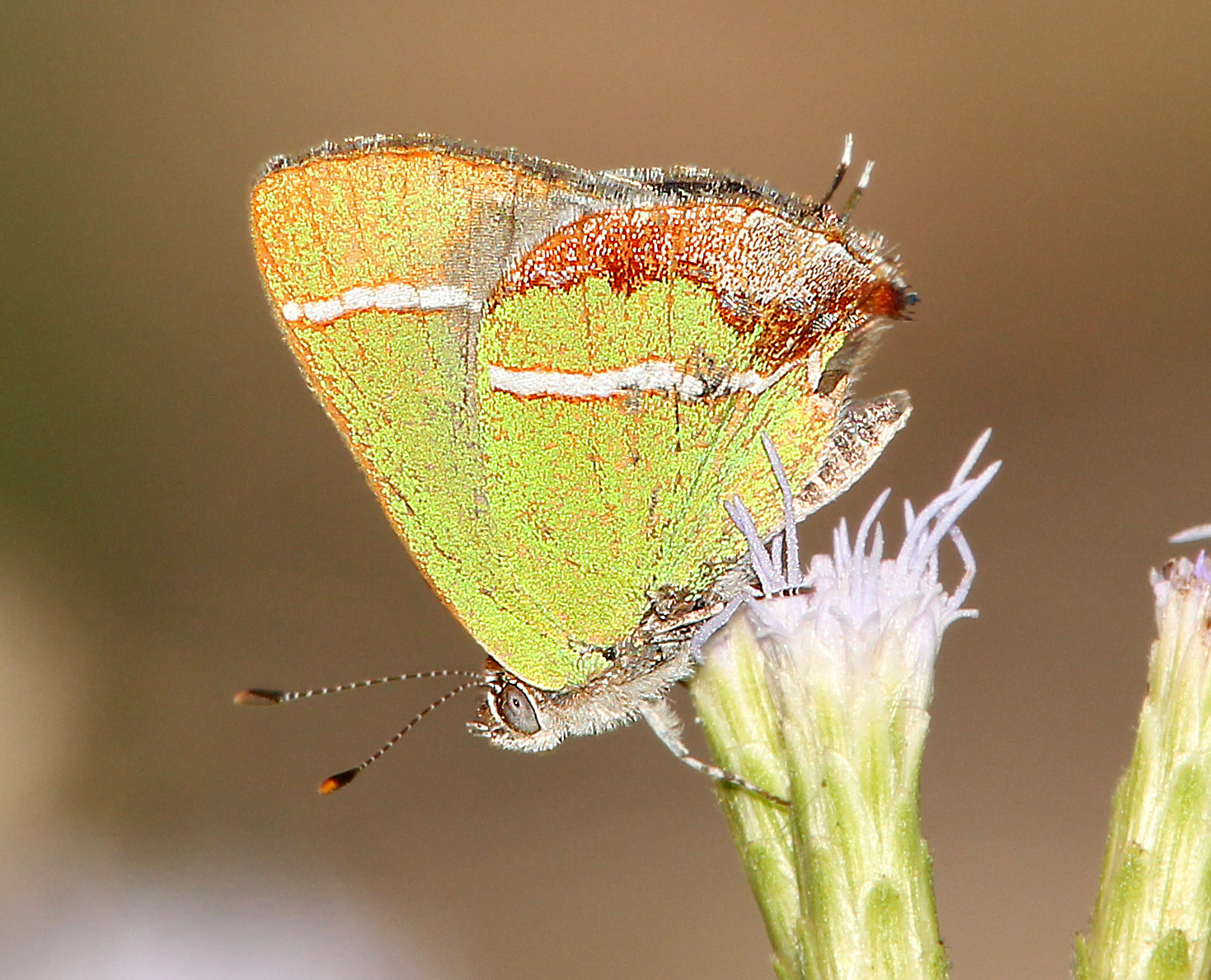
Chlorostrymon simaethis

### Sous-famille desTheclinae
- Allosmaitia piplea (Godman & Salvin, 1896)
- Chlorostrymon lalitae Brévignon, 2000
- Chlorostrymon simaethis (Drury, [1773])
- Electrostrymon angelia karukera Brévignon, 2000
- Electrostrymon angerona (Godman & Salvin, 1896)
- Ministrymon azia (Hewitson, 1873)
- Strymon acis (Drury, 1773)
- Strymon bubastus ponce (Comstock & Huntington, 1943)
- Strymon columella (Fabricius, 1793)

### Sous-famille desPolyommatinae
- Cyclargus oualiri Brévignon, 2002
- Cyclargus thomasi woodruffi (Comstock & Huntington, 1943)
- Hemiargus hanno watsoni Comstock & Huntington, 1943
- Leptotes cassius cassioides (Boisduval, 1870)

## Famille desNymphalidae

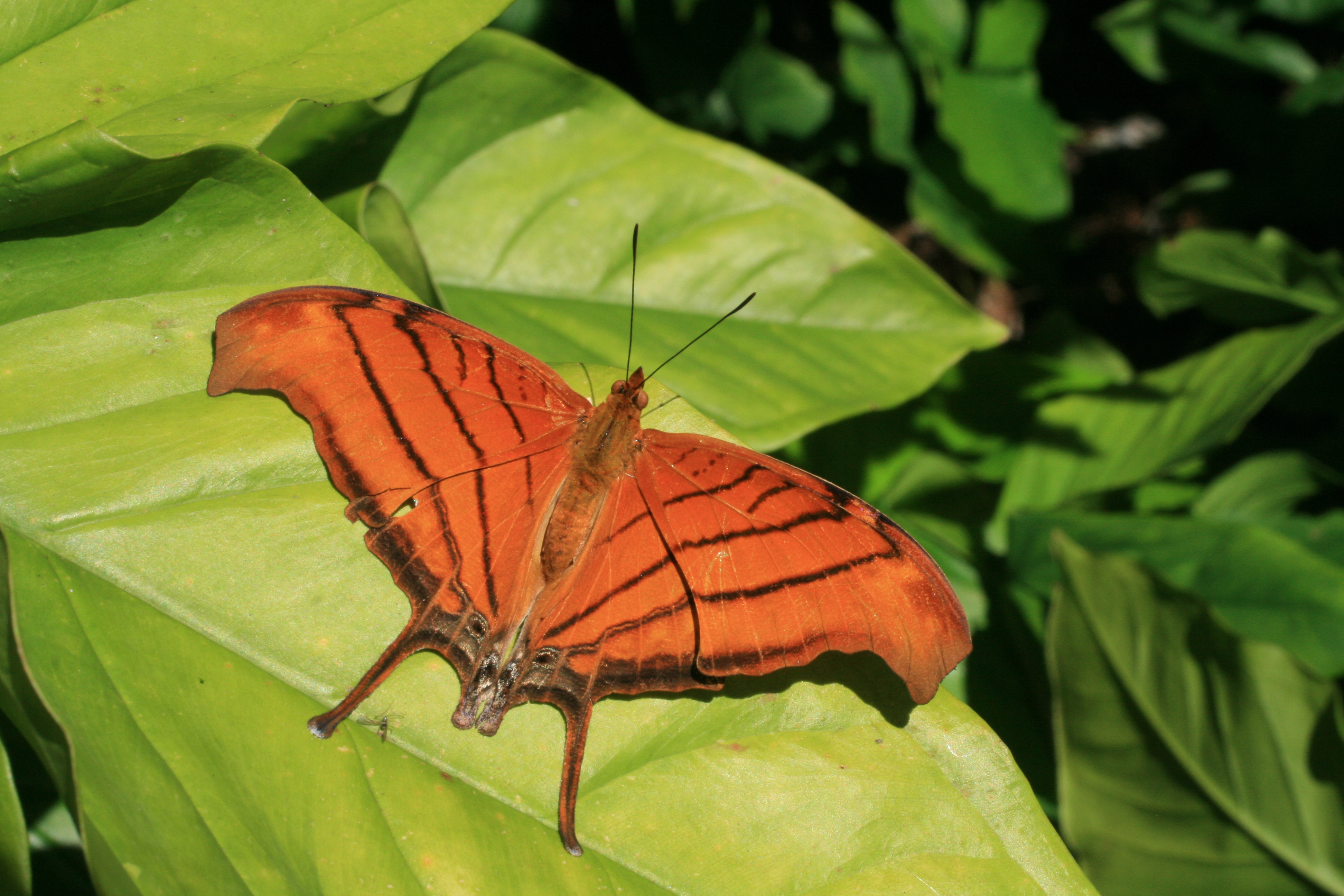
Marpesia petreus

### Sous-famille desDanainae
- Danaus plexippus megalippe (Hübner, [1826])

### Sous-famille desCharaxinae
- Anaea troglodyta minor Hall, 1936 — Donnée non confirmée[2].

### Sous-famille desHeliconiinae
- Agraulis vanillae insularis Maynard, 1889
- Dryas iulia dominicana (Hall, 1917)

### Sous-famille desBiblidinae
- Biblis hyperia (Cramer, [1779])
- Hamadryas amphichloe diasia (Fruhstorfer, 1916)

### Sous-famille desCyrestinae
- Marpesia petreus damicorum Brévignon, 2001

### Sous-famille desNymphalinae
- Anartia jatrophae (Linné, 1763)
- Historis odius caloucaera Brévignon, 2003
- Hypolimnas misippus (Linnaeus, 1764)
- Junonia neildi Brévignon, 2004
- Junonia zonalis C. & R. Felder, 1867
- Vanessa cardui (Linnaeus, 1758)

## Famille desHesperiidae

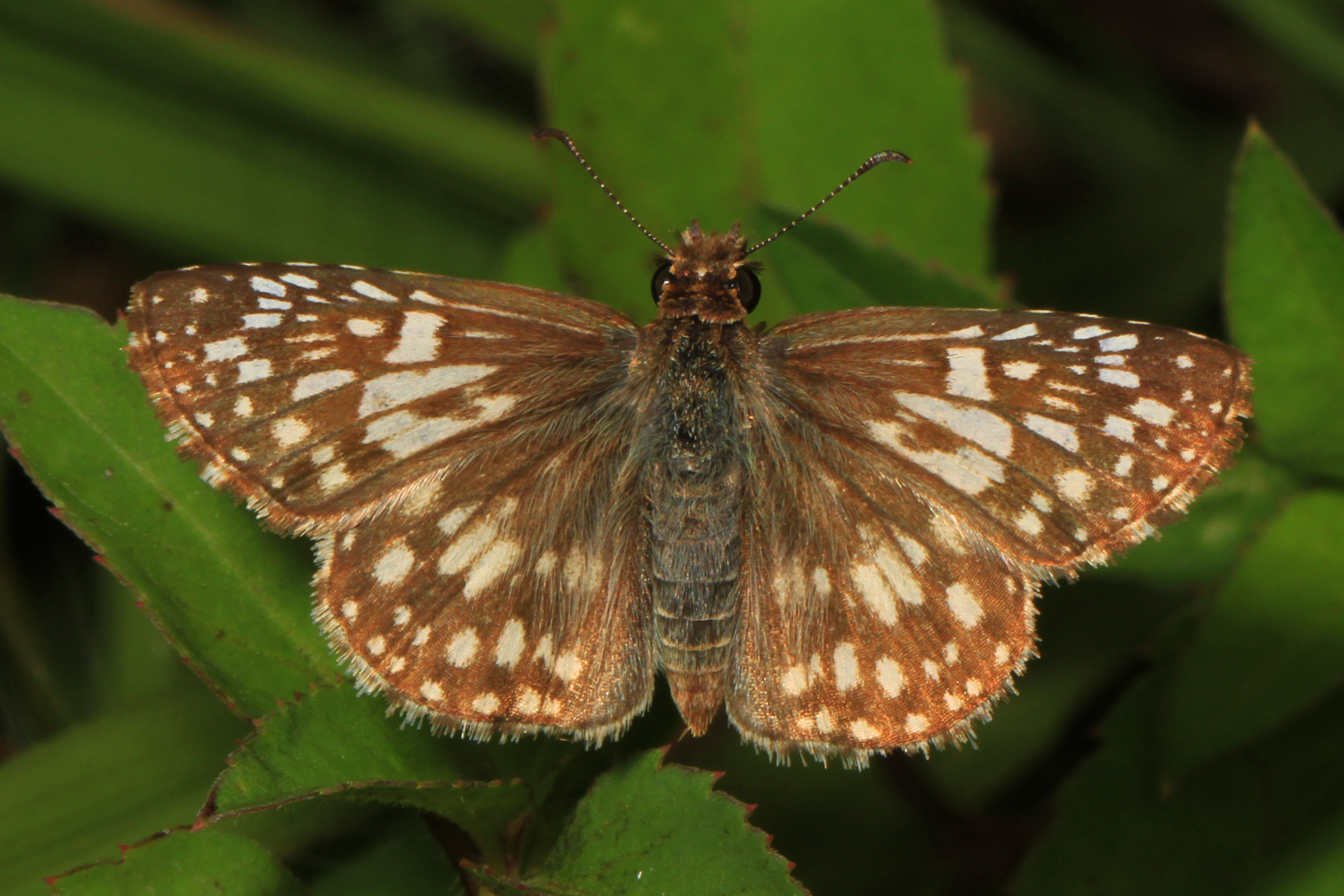
Pyrgus oileus

### Sous-famille desHesperiinae
- Calpodes ethlius (Stoll, [1782])
- Hylephila phyleus phyleus (Drury, [1773])
- Nyctelius nyctelius agari (Dillon, 1947)
- Panoquina lucas woodruffi Watson, 1937
- Panoquina panoquinoides (Skinner, 1891)
- Panoquina sylvicola (Herrich-Schäffer, 1865)
- Wallengrenia ophites (Mabille, 1878)

### Sous-famille desPyrginae
- Achlyodes mithridates minor Comstock, 1944 (= Eantis minor (Comstock, 1944))
- Astraptes anaphus anausis (Godman & Salvin, 1896)
- Astraptes talus (Cramer, [1777])
- Epargyreus zestos zestos (Geyer, 1832)
- Ephyriades arcas arcas (Drury, [1773])
- Ephyriades brunnea dominicensis Bell & Comstock, 1948
- Polygonus leo leo (Gmelin, [1790])
- Polygonus savigny punctus Bell & Comstock, 1948
- Proteides mercurius angasi Godman & Salvin, 1884
- Pyrgus oileus oileus (Linnaeus, 1767)
- Urbanus obscurus (Hewitson, 1867) (= Urbanus dorantes obscurus)
- Urbanus proteus domingo (Scudder, 1872)